# Batalla de Tolbiac (612)
La batalla de Tolbiac (actual Zülpich, cerca de Colonia en Alemania) tuvo lugar en mayo de 612 entre dos hermanos: Teodeberto II, rey de Austrasia y Teoderico II, rey de Borgoña, en el marco de una guerra iniciada en 610, sin duda en torno a la posesión de Alsacia. Es inmediatamente posterior a la batalla de Toul. 

## Contexto histórico

### Preámbulo
En 610, las tropas de Teodoberto II invadieron Alsacia, que formaba parte del reino de Austrasia. Teoderico II pidió que se realizara un plácitum en Seltz para que los dos grandes reinos pudieran definir solemnemente sus fronteras. Cuando Teoderico llegó a Seltz con 10 000 soldados, Teodoberto acudió allí con un ejército mucho más grande y, para evitar que las tropas del reino acudieran en ayuda de su rey, invadió la Borgoña Transjurana. El ejército borgoñón fue diezmado y las tropas de Teodoberto II avanzaron hasta Avenches y luego se retiraron con un gran botín y muchos cautivos.   
Teoderico II, rey de Borgoña, rodeado en Seltz por fuerzas a las que no podía resistir, sólo recuperó su libertad después de ceder a su hermano Teodeberto II Alsacia, Thurgau, Sundgau y toda las tierras que poseía en Champagne. Dispuesto a vengarse de la traición de su hermano, Teoderico hizo preparativos durante un año, asegurándose la neutralidad de Witerico rey de los visigodos y de Clotario II, rey de Neustria.

### Preliminares
En la primavera del año 612, Teoderico reunió un ejército, proveniente de todas las tierras de su reino en Langres e inicia la invasión de Austrasia conquistando el fuerte de Naix, a continuación derrota al ejército austrasiano en la batalla de Toul y toma esta ciudad. Teodeberto huyó perseguido por Teoderico.

### La batalla
Después de reunir todas las fuerzas que pudo conseguir de su reino a las que se unieron también sajones, turingios y otros pueblos del otro lado del Rin, Teodoberto II avanzó hasta Tolbiac, donde se inició un nuevo enfrentamiento. Las tropas de Teoderico derrotaron, nuevamente, a las de Teodoberto, que fue perseguido hasta Colonia y luego más allá del Rin.

### Consecuencias
Teoderico II capturó la ciudad de Colonia y se apoderó de sus tesoros. Teodoberto fue apresado por Bertario, el chambelán de Teoderico. Fue despojado de sus ropas reales y enviado a Chalon. Teodeberto y su hijo Meroveo fueron eliminados y Teoderico reclama el reino de Austrasia y lo une al de Borgoña. Esta conquista no la disfrutó por mucho tiempo porque murió en Metz de disentería en 613, a los 26 años, cuando se disponía a dirigir un ejército para luchar contra Clotario II, rey de Neustria que se había apoderado del ducado de Dentelin.